# ليف غوتمان
ليف غوتمان (بالألمانية: Lev Gutman)‏ هو مؤلف ألماني، ولد في 26 سبتمبر 1945 في ريغا في لاتفيا.

## وصلات خارجية
- ليف غوتمان على موقع الاتحاد الدولي للشطرنج (الإنجليزية)
- ليف غوتمان على موقع مباريات الشطرنج (الإنجليزية)
- ليف غوتمان على موقع 365Chess.com (الإنجليزية)
- ليف غوتمان على موقع Chesstempo.com (الإنجليزية)
- ليف غوتمان سجل أولمبياد الشطرنج على موقع OlimpBase.org (الإنجليزية)